# Raumismus
Der Raumismus (auf Esperanto raŭmismo) ist eine Ideologie innerhalb der Esperanto-Gemeinschaft, die 1980 durch das Manifest von Rauma gegründet wurde.  Der Raumismus definiert die Esperanto-Gemeinschaft als „selbstgewählte, verstreut lebende, sprachliche Minderheit“ und kritisiert damit zentrale Ziele der traditionellen Esperanto-Bewegung. Ein zentraler Kritikpunkt der Raumisten ist der Versuch der traditionellen Esperantisten, Esperanto zur weltweiten Zweitsprache zu machen. Dieses traditionelle Ziel ist der endgültige Sieg (auf Esperanto Fina Venko), so dass sich der Raumismus als Gegen-Ideologie zum Finvenkismo versteht.

## Das Manifest von Rauma
Das Manifest von Rauma (auf Esperanto: Manifesto de Raŭmo oder Raŭma Manifesto) wurde am 31. August 1980 auf dem 36. Internationalen Kongress der „Esperanto-Jugend“ (Esperantisten bis 30) in Rauma (Finnland) vorgeschlagen und vorwiegend von Vertretern von Jugendgruppen unterzeichnet. Das Manifest kritisiert eine „Identitätskrise der Esperantobewegung“: darunter wird die Diskrepanz zwischen der historisch begründeten Haltung vieler Esperantosprecher, öffentlich an für utopisch gehaltenen Zielen wie dem „Fina Venko“ (der weltweiten Verbreitung von Esperanto als Zweitsprache), der Annahme von Esperanto durch die UN und dergleichen festzuhalten, und der Realität, in der die weltweite Esperantosprecherschaft unabhängig von den vorgenannten Zielen Esperanto als das anwendet, was es ist.
Es wird im Manifest festgestellt, dass weder die Offizialisierung des Esperanto noch die Bekämpfung anderer Sprachen als internationales Verständigungsmittel die Sorge der Esperantosprecherschaft sein sollte oder gar deren Aufgabe wäre, und es wird als aktuelles Ziel für die Esperanto-Bewegung das Folgende vorgeschlagen:
Esperanto weiter zu verbreiten, um die positiven Werte dieser Sprache wirksam werden zu lassen, und zwar in folgenden Formen:
1. als Propädeutik für den Fremdsprachenunterricht,
2. als [nationale und internationale] Kontakte zwischen gewöhnlichen Menschen,
3. als [nationale und internationale] Kontakte ohne Diskriminierung,
4. als neuartige internationale Kultur.

In Verbindung mit dem letztgenannten Wert wird hervorgehoben, dass die Suche nach einer neuen Identität dazu geführt habe, dass sich die unterzeichnenden Esperantosprecher als Angehörige einer selbstgewählten, verstreut lebenden, sprachlichen Minorität betrachten.
Im Übrigen wird im Manifest der Wert von internationalen Kongressen festgestellt, und dass es notwendig sei, den Gebrauch von Esperanto als Arbeitssprache in Fachkongressen zu verstärken.
Im Schlusswort wird gesagt, dass das erste Jahrhundert mit Esperanto der Welt bewiesen habe, dass Esperanto geeignet sei, alles auszudrücken, im zweiten Jahrhundert mit Esperanto müsse der Welt gezeigt werden, dass Esperanto auch etwas kulturell Eigenständiges und international Wertvolles beitragen kann.

## Reaktionen auf das Manifest
Das Manifest wurde gleich nach Veröffentlichung von anderen Esperanto-Sprechern kritisiert. Es entwickelten sich unterschiedliche Gruppen innerhalb der Esperanto-Bewegung: In der literarischen Zeitschrift „Literatura Foiro“ wurde das Manifest viel diskutiert und der Raumismus weiterentwickelt. Aus dieser Bewegung ging 1998 der Pakt für den Esperanta Civito (Esperanto-Bürgerschaft) hervor. Esperanta Civito ist eine Organisation, die sich als quasistaatliche Institution versteht, die die Esperantosprecherschaft repräsentieren soll.
Die Gegner des Raumismus haben im Gegenzug den Finvenkismus (die Ideologie für die weltweite Nutzung des Esperanto als Zweitsprache) erneuert, unter anderem durch das Prager Manifest. Auch Unterzeichner des Manifests von Rauma stellten sich gegen den Esperanta Civito  und kritisieren diese dafür, den Begriff „Raumismus“ missbraucht zu haben.